# Dolceacqua
Dolceacqua (ligur nyelven Dusàiga vagy Desâigua) egy olasz község Liguria régióban, Imperia megyében

## Földrajz

Dolceacqua község Imperia megye térképén

Dolceacqua egy jellegzetes középkori városka a Nervia folyó völgyében. 
A vele szomszédos települések Airole, Apricale, Breil-sur-Roya (Franciaország), Camporosso, Isolabona, Perinaldo, Rocchetta Nervina, San Biagio della Cima és Ventimiglia.

## Fordítás
- Ez a szócikk részben vagy egészben  a   Dolceacqua című olasz Wikipédia-szócikk fordításán alapul.  Az eredeti cikk szerkesztőit annak laptörténete sorolja fel. Ez a jelzés csupán a megfogalmazás eredetét és a szerzői jogokat jelzi, nem szolgál a cikkben szereplő információk forrásmegjelöléseként.